# Diatribes
Diatribes — шестой студийный альбом британской группы Napalm Death. Был выпущен 30 января 1996 года. В британском чарте занял 73 место.

## Об альбоме
В Diatribes экспериментальные отклонения от классического дэт-метала/грайндкора достигли максимума. Альбом считается, наряду с предыдущим, наиболее медленным альбомом группы в плане исполнения, и представляет собой относительно медленный (сравнительно с грайндкоровским прошлым группы) техничный дэт-метал с элементами грув-метала и индастриала.

## Список композиций
| №   | Название                     | Текст песни              | Музыка          | Длительность |
| --- | ---------------------------- | ------------------------ | --------------- | ------------ |
| 1.  | «Greed Killing»              | Шэйн Эмбери, Митч Харрис | Митч Харрис     | 3:06         |
| 2.  | «Glimpse into Genocide»      | Эмбери                   | Пинтадо         | 3:02         |
| 3.  | «Ripe for the Breaking»      | Барни Гринуэй            | Харрис, Эмбери  | 4:01         |
| 4.  | «Cursed to Crawl»            | Эмбери                   | Эмбери          | 3:26         |
| 5.  | «Cold Forgiveness»           | Эмбери                   | Харрис, Пинтадо | 4:32         |
| 6.  | «My Own Worst Enemy»         | Эмбери                   | Эмбери          | 3:36         |
| 7.  | «Just Rewards»               | Гринуэй                  | Харрис          | 3:29         |
| 8.  | «Dogma»                      | Эмбери                   | Эмбери          | 3:30         |
| 9.  | «Take the Strain»            | Гринуэй                  | Эмбери          | 4:11         |
| 10. | «Diatribes»                  | Гринуэй                  | Эмбери, Харрис  | 3:52         |
| 11. | «Placate, Sedate, Eradicate» | Гринуэй                  | Пинтадо         | 3:24         |
| 12. | «Corrosive Elements»         | Гринуэй                  | Харрис, Эмбери  | 4:02         |

## Участники записи
- Марк «Барни» Гринуэй — вокал
- Шэйн Эмбери — бас, случайный гитарный нойз
- Митч Харрис — гитара, дополнительный вокал
- Джесси Пинтадо — гитара
- Дэнни Эррера — барабаны